# Workation
Workation è un neologismo che combina le parole inglesi "work" (lavoro) e "vacation" (vacanza). Questo concetto rappresenta una nuova tendenza nel mondo del lavoro e del turismo, che permette di unire lavoro e viaggi in un unico contesto.

## Workation In Italia
In Italia, la "workation" è una pratica in crescita. Consiste nel lavorare in remoto mentre si è in viaggio in località di villeggiatura o turistiche. Questo modello di lavoro diventa sempre più popolare con la diffusione del telelavoro e delle tecnologie digitali che permettono di lavorare da qualsiasi luogo.
Questo nuovo trend permette di godere di un cambio di scenario, di conciliare lavoro e tempo libero in modo più flessibile, e di lavorare in un ambiente rilassante, che può aumentare la produttività e il benessere dei lavoratori.

## Esempi di Workation
Ad esempio, un lavoratore potrebbe scegliere di trascorrere una settimana in una località turistica, magari al mare o in montagna, e contemporaneamente continuare a svolgere le proprie mansioni lavorative.
Importante notare che, per una "workation" di successo, è fondamentale disporre di un'adeguata connessione internet e di uno spazio confortevole e funzionale dove lavorare.
In Italia, ci sono diverse destinazioni che stanno diventando sempre più popolari per la "workation", tra cui la Toscana, la Sardegna, le Dolomiti e molte altre. Queste località offrono non solo bellezze paesaggistiche e culturali, ma anche servizi di alta qualità per i lavoratori in remoto.
In sintesi, la "workation" in Italia rappresenta un'opportunità per i lavoratori di combinare produttività e relax, e per le località turistiche di attrarre visitatori anche fuori dalla stagione turistica tradizionale.

## Storia
L'idea di "workation", o lavorare mentre si è in vacanza, non è completamente nuova, ma ha guadagnato popolarità negli ultimi anni grazie all'avanzamento delle tecnologie digitali e alle modifiche delle politiche aziendali che permettono il lavoro remoto.
- 1. Prima del 21º secolo: In passato, l'idea di lavorare mentre si era in vacanza era meno formalizzata. Le persone spesso portavano con sé il lavoro durante le vacanze, ma non era considerato un concetto distinto. Durante questo periodo, la separazione tra lavoro e tempo libero era molto più marcata.
- 2. Inizio del 21º secolo - Avvento del digitale: Con l'ascesa della tecnologia digitale, il lavoro remoto ha iniziato a diventare più comune. Ciò ha portato alla nascita del fenomeno "digital nomad", individui che utilizzano le tecnologie per lavorare in remoto mentre viaggiano nel mondo.
- 3. 2010 - Crescita del lavoro remoto: Il lavoro remoto ha continuato a crescere, portando ad un aumento dell'interesse per la "workation". Sempre più aziende hanno iniziato a offrire opzioni flessibili di lavoro da remoto, rendendo possibile per i dipendenti lavorare da diverse località.
- 4. 2020 - Pandemia COVID-19: La pandemia di COVID-19 ha accelerato questa tendenza. Con molti lavoratori costretti a lavorare da casa, la "workation" è diventata un'opzione attraente per cambiare scenario senza rinunciare al lavoro. Inoltre, molte aziende hanno iniziato a considerare permanenti le opzioni di lavoro da remoto, dando ulteriore slancio alla "workation".